# Konrad Peutinger
Konrad ou Conrad Peutinger (prononcé en allemand : [Pɔɪ̯tɪŋɐ], né le 14 octobre 1465 à Augsbourg et mort le 28 décembre 1547 dans la même ville, est un humaniste, juriste et amateur d'antiquités allemand.

## Biographie
Peutinger est un intime de l'empereur Maximilien d'Autriche. Il est aussi l'un des premiers à publier des inscriptions romaines. Son nom reste associé principalement à la Table de Peutinger, copie d'une carte ancienne montrant l'Empire romain et les routes militaires qui le traversent.
Il avait hérité de la carte au décès de son ami Conrad Celtis (1459-1508), le bibliothécaire de Maximilien, qui prétendait l'avoir découverte dans la bibliothèque en 1494. Peutinger aurait voulu publier cette carte, mais il mourut avant de mener cette tâche à bien. La Table de Peutinger  fut finalement publiée en 1753 par Franz Christoph von Scheyb. Peutinger a aussi publié  l’Histoire des Goths de Jordanes, et la Historia gentis Langobardorum de Paul Diacre.

## Le penseur social
Conrad Peutinger était aussi un penseur social, qui comprenait assez bien l'économie pour mettre en cause les erreurs conceptuelles héritées des anciens Grecs, notamment en matière de monopole : dans son Concilium (1530), il démontre notamment que les grandes compagnies privées n'ont pas le pouvoir de maîtriser durablement l'offre totale, ni par conséquent de manipuler le prix à leur convenance. Il défendait donc la liberté de fixer ses prix, rappelant que reprocher aux commerçants de vendre au prix le plus élevé possible, c'est condamner de leur part des actes que l'on juge normaux chez n'importe qui d'autre.
Il est absurde, rappelait-il, et contraire à toute observation, de supposer (comme l'implique encore le discours public contemporain) qu'un marché, quel qu'il soit, pourrait toujours favoriser les offreurs (ce qui justifierait les politiques de concurrence), ou au contraire les acheteurs (ce qui justifierait les privilèges des syndicalistes) : cela voudrait dire qu'un type d'activité demeurerait indéfiniment plus rentable que d'autres, malgré la concurrence constante des investisseurs en quête des meilleurs placements.
Ce rappel à la logique par Peutinger conduit à un autre, à savoir que la formation des cartels ne peut profiter à ses membres que s'ils contribuent à stabiliser les prix qu'ils ont entrepris de contrôler, et que cela implique de leur part qu'ils prévoient correctement leur évolution à venir. C'est ainsi que Peutinger avait compris la justification des cartels entre producteurs de biens fongibles dont l'activité repose sur un fort investissement initial, comme dans les activités minières.
Raymond de Roover, qui rend compte de cette argumentation (en 1974), a d'autant plus de mérite de le faire fidèlement qu'il semble ne pas mesurer sa portée : il demeure pour sa part dans la conception ancienne du « monopole de fait ». Cela l’empêche de comprendre que non seulement Peutinger, mais même la plupart des auteurs importants et tous les grands juristes à partir du XVIIIe siècle l'ont très tôt abandonnée : ils définissaient au contraire le monopole comme une entrave nécessairement réglementaire à la concurrence, et la concurrence comme la liberté du commerce et non pas comme la pluralité des offreurs.

## L'homme d'action

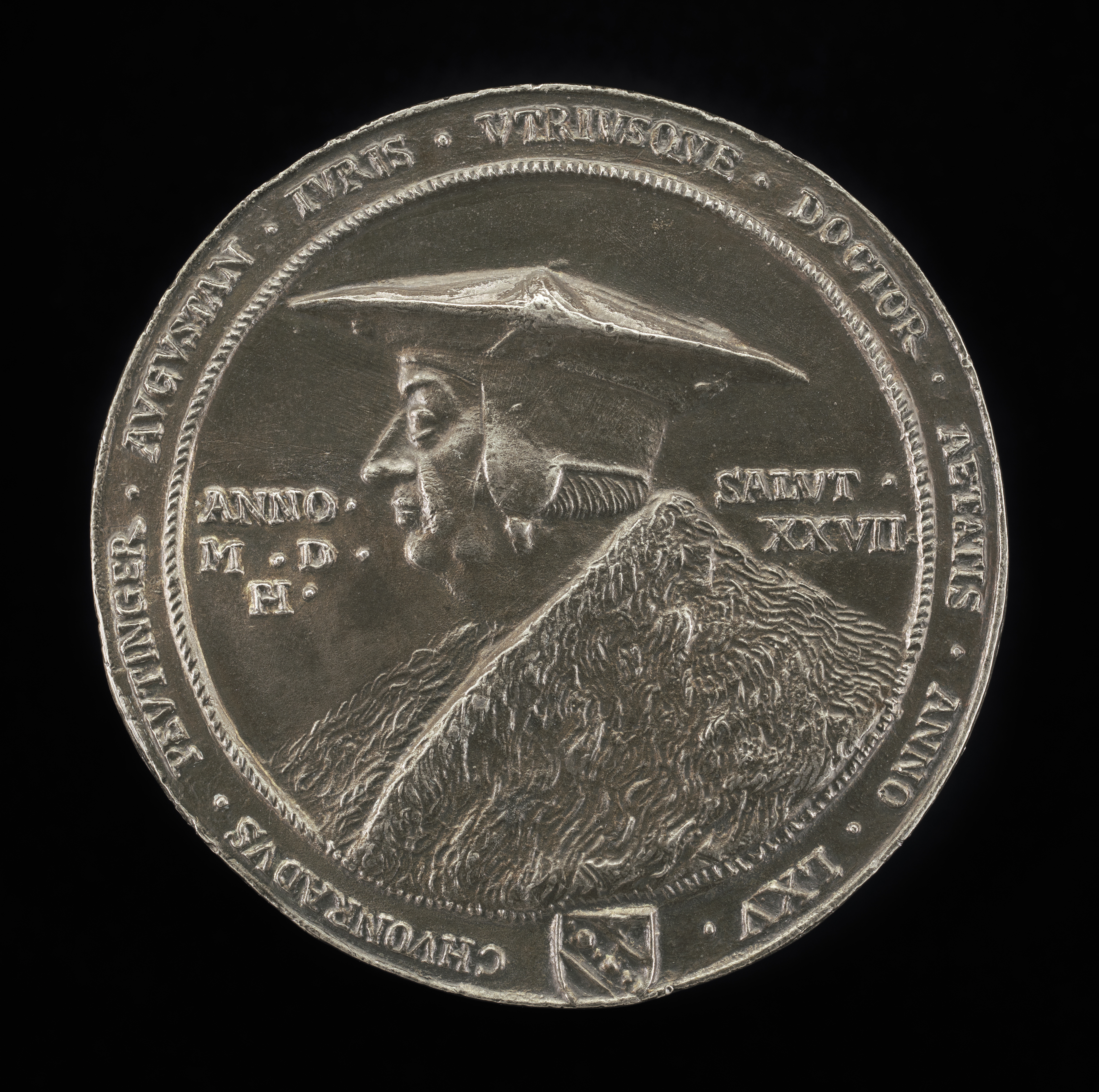
Médaille par Friedrich Hagenauer.

Peutinger ne se contenta pas de combattre intellectuellement la notion « monopole de fait » : il mit sa compréhension de l'économie industrielle au service des familles commerçantes d'Allemagne, notamment les Höchstetter et les Welser.
En 1525, il parvint à convaincre l'empereur (Charles Quint) d'atténuer la résolution de la Diète de 1512 qui menaçait les « monopoles » de la confiscation de leurs biens. Il s'attacha ensuite à ce que cette résolution restât lettre morte, s'arrangeant notamment pour que la compétence en la matière fût transférée des tribunaux impériaux aux tribunaux locaux, plus faciles à intimider.
Tout au long du Moyen Âge et du XVIe siècle, on avait édicté des lois « anti-monopole » pour mettre la pratique en conformité avec les enseignements supposés de l'Église. Comme l'interdiction de l'usure, et pour les mêmes raisons - elles méconnaissent les lois de l'économie, et les imposer sérieusement aurait nécessité un degré de centralisation politique qu'on n'a atteint qu'à l'époque contemporaine - ces lois restaient largement lettre morte, même si elles donnaient en principe au bras séculier le pouvoir de mettre quelqu'un aux fers, voire de l'envoyer aux galères (c'est en 1600 que l'Église catholique abandonnera officiellement sa condamnation de l'usure).